# Hrabstwo Sanders
Hrabstwo Sanders (ang. Sanders County) – hrabstwo w stanie Montana w Stanach Zjednoczonych. Obszar całkowity hrabstwa obejmuje powierzchnię 2790,03 mil² (7226,14 km²). Według szacunków United States Census Bureau w roku 2009 miało 11 096 mieszkańców. Jego siedzibą jest Thompson Falls.
Hrabstwo powstało w 1906 roku.

## Miasta
- Hot Springs
- Thompson Falls
- Plains

## CDP
- Belknap
- Camas
- Dixon
- Heron
- Lonepine
- Noxon
- Old Agency
- Paradise
- Trout Creek
- Weeksville